# Fusarium annulatum
Fusarium annulatum är en svampart som beskrevs av Bugnic. 1952. Fusarium annulatum ingår i släktet Fusarium och familjen Nectriaceae.   Inga underarter finns listade i Catalogue of Life.